# Dino Islamovic
Dino Islamovic (* 17. Januar 1994 in Hudiksvall, Schweden) ist ein montenegrinisch-schwedischer Fußballspieler. Der Mittelstürmer ist beim norwegischen Erstligisten Rosenborg BK aktiv. Islamovic war schwedischer Juniorennationalspieler und ist montenegrinischer A-Nationalspieler.

## Karriere

### Verein
Der in Schweden geborene und aufgewachsene Dino Islamovic, der bosnischer und montenegrinischer Abstammung ist, begann mit dem Fußballspielen in der Jugend von Malmö FF, bevor er zum FC Fulham nach England wechselte. Er kam zu 20 Pflichtspielen in der „U21 Premier League“, einer Liga für U21- und U23-Mannschaften. In der Sommerpause 2014 ging Islamovic in die Niederlande in die Eredivisie zum FC Groningen. Am 17. Juli 2014 gab er sein Profidebüt – Einsätze in Freundschaftsspiele sind außen vor gelassen –, als er beim torlosen Unentschieden in der zweiten Qualifikationsrunde zur UEFA Europa League beim FC Aberdeen eingesetzt wurde. Beim FC Groningen konnte sich Dino Islamovic nicht durchsetzen, so waren Einsätze in der Reservemannschaft keine Seltenheit. Immerhin war er im KNVB-Beker, dem niederländischen Pokal, in der Saison 2014/15 zu drei Einsätzen (ein Tor) gekommen, im Finale gegen PEC Zwolle, wo die Groninger mit 2:0 gewannen, gehörte er allerdings nicht zum Kader. Den Großteil der Folgesaison verpasste Islamovic verletzungsbedingt. Ab dem Ende der Saison 2015/16 wurde er vereinslos.
Im Frühjahr 2017 folgte die Rückkehr nach Schweden, wo sich Islamovic dem Zweitligisten Trelleborgs FF anschloss. Am 9. April 2017 debütierte er in der Superettan für seinen neuen Verein, in der Startelf und gab in der Partie gegen Falkenbergs FF die Vorlage zur 1:0-Führung (15. Minute), während er zudem den Treffer zum 2:2-Endstand erzielte (53. Minute). Schnell erkämpfte sich Dino Islamovic einen Stammplatz und trug mit neun Vorlagen und acht selbst erzielten Toren in 27 Punktspielen, in denen er als Mittelstürmer eingesetzt wurde, zur Qualifikation für die Auf- und Abstiegs-Play-offs bei. Dort setzte sich Trelleborgs FF gegen Jönköpings Södra IF durch – im Rückspiel in Jönköping erzielte er den Treffer zum 1:1-Endstand – und stieg in die Allsvenskan auf. Islamovic blieb nicht bei Trelleborgs FF, sondern wechselte zu Östersunds FK, die vor dem Jahreswechsel sich für die UEFA Europa League qualifiziert hatten und in einer Gruppe mit Athletic Bilbao, Hertha BSC und Sorja Luhansk die Teilnahme am Sechzehntelfinale erringen konnten und dort gegen Arsenal FC ausschieden. Sein erstes Pflichtspiel war das Gruppenspiel im schwedischen Pokal gegen seinen ehemaligen Verein aus Trelleborg, wo er mit einem Tor zum 3:0-Sieg beitrug. War er in seiner ersten Saison zu 22 Einsätzen gekommen (9 Tore), gelang ihm in der Folgespielzeit der Durchbruch; in 28 Partien gelangen ihm sieben Tore und drei Vorlagen. Östersunds FK belegte in den Saisons 2018 und 2019 die Plätze 6 und 12 und erreichte zudem 2018 das Halbfinale im schwedischen Pokal, wo Malmö FF Endstation bedeutete. Zur Saison 2020 wechselte Dino Islamovic nach Norwegen zu Rosenborg BK. Beim norwegischen Rekordmeister erkämpfte er sich einen Stammplatz und schoss zwölf Tore, den Meistertitel musste der Titelverteidiger allerdings an die Überraschungsmannschaft von FK Bodø/Glimt abtreten.

### Nationalmannschaft
Dino Islamovic war schwedischer Juniorennationalspieler und kam auch zu einem Einsatz für die A-Nationalmannschaft der Skandinavier. Beim 1:0-Sieg gegen Moldawien am 9. Januar 2020 hatte er über die vollen 90 Minuten gespielt. Islamovic war allerdings weiterhin berechtigt, den Verband zu wechseln, da man erst bei einem Einsatz in einem Pflichtspiel festgespielt ist. Später entschied er sich, für die Nationalmannschaft Montenegros zu spielen und debütierte am 5. September 2020, als er im Spiel in der UEFA Nations League gegen Zypern eingesetzt wurde.